# Cheikh Raymond

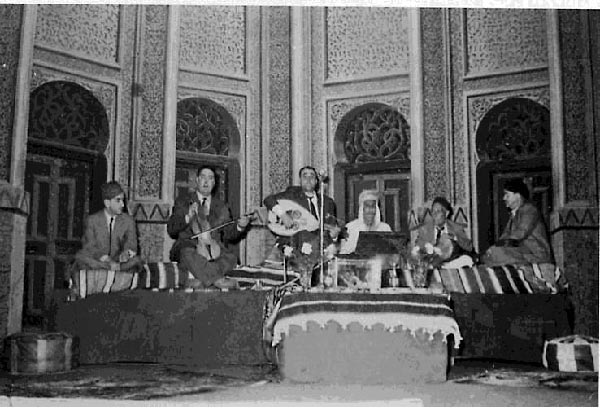
Das Ensemble von links nach rechts: Abdelhamid Benkartoussa an der Flöte, Sylvain Ghrenassia an der Geige, Raymond Leyris an der Oud, Belamrri Larbi (mit Turban) am Tamburin, Nathan Bantari an der Darbuka, Haim Benbala an der Tar

Cheikh Raymond (* 27. Juli 1912 in Constantine, Französisch-Nordafrika, heutiges Algerien; † 22. Juni 1961 ebenda), geboren als Raymond Raoul Leyris, war einer der führenden Ma'luf-Musiker, Sänger und Oud-Spieler Algeriens. Er galt als Meister seines musikalischen Faches und sang auf Arabisch. Cheikh (dt. „Scheich“) war eine Ehrenbezeichnung für den Musiker, der von Juden und Muslimen gleichermaßen verehrt wurde.

## Leben
Raymond Leyris wuchs als in Constantine auf. Seine Mutter Céline war katholisch, sein Vater Jabob jüdisch. Als Jugendlicher begann sich Raymond Leyris für die Musik seiner Heimat zu interessieren und zog durch die Dörfer und Städte der Region, um von den besten Musikern des Landes zu lernen. Wichtige Einflüsse erhielt er von Abdelkarim Bestandji, Maurice Draï, Tahar Benkartoussa oder Abeïd Kara-Baghli. Er lernte Singen und sich selbst zu begleiten, wofür er eine hohe Kunst des çan'a – des Liedtexts – entwickelte. Ab 1935 fiel der auf Hochzeiten spielende begabte junge Musiker zunehmend auf. Gemeinsam mit seinem Mentor Tahar Benkartoussa gab er Konzerte, auch den Violinisten Hmeïda Zeïdane begleitete er musikalisch. Entgegen der lokalen Tradition bildete er als einer der ersten Musiker in Constantine ein festes Ensemble. Dieses bestand meist aus Nathan Bentari, Sylvain Ghrenassia, Abdelhamid Benkartoussa, sowie dem „Amerikaner“ Ghoubali und während langer Zeit Abeïd Kara-Baghli. Ab den 1940er Jahren war das Ensemble im Radio zu hören, später auch im lokalen Fernsehen. Bald gab es Schallplatten, aufgenommen von Davis Cohen und Sid Ahmed Benkimouche.
Selbst Jude, hatte sich Raymond Leyris für ein friedvolles Zusammenleben von Juden und Muslimen in Constantine eingesetzt. Leyris war jedoch später auch ein Mitglied der gewaltbereiten, ja sogar terroristischen Siedlerorganisation OAS. Dies war insofern ungewöhnlich, als die meisten algerischen Juden die „Ultras“ der Algérie française laut dem Historiker Pierre-Jean Le Foll-Luciani als Faschisten sahen. Der Sänger Enrico Macias (Gaston Ghrenassia) hat mit Entschiedenheit die Meinung vertreten, dass der Mord an seinem Schwiegervater nicht im Zusammenhang mit dessen politischen Tätigkeit stand. Der langjährige Gefährte Sylvain Ghrenassia urteilt: „Das haben nicht die getan, die die Unabhängigkeit fordern, das sind Verrückte, die sagten voilà, seht her.“
Am 22. Juni 1961 wurde Raymond Leyris, während des Algerienkriegs, aus möglicherweise antisemitischen Motiven, auf dem jüdischen Markt der Place Négrier in Constantine mit drei Kugeln aus einem Revolver erschossen. Der Täter konnte nicht identifiziert werden. Der Mord an ihrem berühmten Glaubensgenossen wirkte traumatisierend auf die algerischen Juden. Es wurde danach häufig angenommen, dass, durch den Mord auslöst und als Reaktion auf das Ereignis viele Juden das Land verließen, wie es auch Mathe Stora in einem Beitrag in der Zeitschrift Esprit darlegte. Der Historiker Richard Ayoun argumentierte 1982 im Artikel Une communauté entre deux feux (dt. Eine Gemeinschaft zwischen den Fronten) in der Zeitschrift L’Arche, dass diese Entscheidung bereits 1959 als Folge der antijüdischen Gewalt in Oran und Algier bei den algerischen Juden gefallen sei. In Algiers war eine Synagoge geplündert worden, in Oran der Friedhof Vandalismus zum Opfer gefallen. An einem direkten kausalen Zusammenhang zwischen dem Mord an Leyris im Juni 1961 und dem Wegzug der Juden äußert deshalb auch Abdelmadjid Merdaci Zweifel.
Unter den Jüdinnen und Juden, die Algerien verließen, waren auch Leyris' Tochter Suzy und sein Schüler und Schwiegersohn Enrico Macias, der später in Frankreich ein erfolgreicher Musiker wurde. Macias veröffentlichte 1999 im Andenken an seinen Lehrer zusammen mit Cheb Mami das Ma'luf-Album Hommage à Cheikh Raymond mit dem Lied Koum Tara von Mohamed Bendebbah.